# 4-Brombiphenyl
4-Brombiphenyl ist ein in 4- bzw. para-Stellung mit einem Bromatom substituiertes Biphenyl. Die Verbindung ist Ausgangsstoff für antibakterielle und antimykotische sowie gegen Herzinsuffizienz wirksame Arzneistoffe und rodentizide Agrochemikalien. 4-BBP dient als Vorstufe von Trägermaterialien für Organische Leuchtdioden (OLED), für Oligo-para-Phenyle und wegen seiner stäbchenförmigen Molekülgestalt zur Synthese nematischer thermotroper Flüssigkristalle.

## Vorkommen und Darstellung
In einer nach den amerikanischen Chemikern Moses Gomberg und Werner Emmanuel Bachmann benannten Gomberg-Bachmann-Reaktion reagiert das Diazoniumsalz des 4-Bromanilins mit Benzol zum 4-Brombiphenyl,
das nach Wasserdampfdestillation und Umkristallisation aus Ethanol in ca. 35 % Reinausbeute anfällt.
Bei der direkten Bromierung von Biphenyl mit (überschüssigem) elementarem Brom entsteht ein Gemisch von stellungsisomeren Mono- und Dibromiden. So entsteht in Essigsäure als Lösungsmittel und in Gegenwart von Zinkchlorid (ZnCl2) 4-BBP in 85 % Ausbeute neben 16 % 4,4′-Dibrombiphenyl, 5 % 2-Brombiphenyl und 1 % 2,4′-Dibrombiphenyl.
In Dichlormethan als Lösungsmittel wird mit äquimolaren Mengen Brom und Chlor unter Bildung von Bromchlorid (BrCl) 4-Brombiphenyl in 74 % Ausbeute, neben 13 % Biphenyl und 9 % 4,4′-Dibrombiphenyl, erhalten.

## Eigenschaften
4-Brombiphenyl ist ein farbloser Feststoff, der aus ethanolischer Lösung in kleinen Plättchen mit schichtartiger Anordnung der stäbchenförmigen Moleküle kristallisiert.
4-BBP ist wassergefährdend und bioakkumulierend. Es konnte noch 2017 im Tiefenwasser und im Sediment des Genfersees in erhöhten Konzentrationen als Verunreinigung des bis 2001 auch in Europa produzierten technischen Flammschutzmittels Pentabromdiphenylether (PentaBDE) nachgewiesen werden.

## Anwendungen

### para-Oligophenyle aus 4-BBP
Bei der Photolyse von 4-Brombiphenyl in Benzol entsteht ein Gemisch von überwiegend p-Terphenyl, neben Biphenyl und Bromwasserstoff HBr.
para-Oligophenyle besitzen eine hohe Tendenz zur Selbstassemblierung in faserartige Aggregate mit interessanten optischen, elektronischen und optoelektronischen Eigenschaften.
Durch Suzuki-Kupplung von in 4-Stellung funktionalisierten Iodbenzolen mit Benzol-1,4-diboronsäure in Gegenwart von Tetrakis(triphenylphosphin)palladium(0) entsteht eine 4-funktionalisierte Biphenylboronsäure, die mit 4-Brombiphenyl monosubstituierte para-Quaterphenyle liefert.

### Substitutionsderivate von 4-BBP
In einer Modifikation der Rosenmund-von-Braun-Reaktion zur Darstellung von Arylnitrilen aus Arylhalogeniden kann das giftige Kupfer(I)-cyanid CuCN durch das ungiftige Kaliumhexacyanidoferrat(II) K4[Fe(CN)6] ersetzt werden. In Anwesenheit von Kupfer(I)-iodid CuI und 1-Butyl-1H-imidazol wird 4-Brombiphenyl zu 4-Cyanobiphenyl (73 % Ausbeute) umgesetzt. 4-Cyanobiphenyl ist Ausgangsverbindung für Flüssigkristalle und das DPP-Pigment C.I. Pigment Red 264 (DPP-Rubin).
Zur Überführung von 4-Brombiphenyl in isomere 4-Bromnitrobiphenyle wurde ein „grünes“ mechanochemisches Verfahren angegeben, wobei beim Vermahlen mit Bismut(III)-nitrat-pentahydrat Bi(NO3)3·5 H2O in Gegenwart von Magnesiumsulfat MgSO4 bei vollständigem Umsatz im ungefähren Verhältnis 1:1 – 4-Brom-4′-nitrobiphenyl und 4-Brom-2′-nitrobiphenyl in ca. 48 % Ausbeute – gebildet werden.

### LC- und OLED-Materialien aus 4-BBP
Eine Standardvariante der mesogenen Cyanobiphenyle ist das als 5CB bezeichnete 4-Cyano-4′-pentylbiphenyl. Zu seiner Synthese wird 4-BBP zunächst mit Buttersäurechlorid acyliert, die entstandene 4′-Butanoylverbindung in einer Wolff-Kishner-Reaktion mit Hydrazin zur 4′-Pentylverbindung reduziert und diese mit Kupfercyanid zum Zielprodukt umgesetzt.
Auch Lochtransportmaterialien (engl. hole transport matrices HTM) für OLEDs vom Typ der Triarylamine sind, ausgehend von 4-Brombiphenyl, durch Reaktion mit 3-Fluor-4-methylanilin zum sekundären Amin und anschließend mit 4,4′′-Dibrom-p-terphenyl zum Triarylamin zugänglich.

### Pharmakologisch aktive Wirkstoffe aus 4-BBP
Antimikrobiell und antimykotisch wirksame basische Biphenyle werden bei der Verknüpfung von 4-Brombiphenyl mit einem C3- bis C5-Alkylaminrest zugänglich. Die erhaltenen Verbindungen sind wasserlöslich und auch gegen multiresistente Keime aktiv.
Der gegen Herzinsuffizienz eingesetzte Neprilysin-Inhibitor Sacubitril leitet sich ab von der Grignard-Verbindung des 4-BBP, die mit (S)-Epichlorhydrin zum entsprechenden chiralen Chlorhydrin reagiert.
In weiteren Schritten wird der NEP (Neutrale Endopeptidase)-Inhibitor Sacubitril (AHU-377) aufgebaut.
Die wegen ihrer extremen Wirksamkeit als „Superwarfarine“ bezeichneten Rodentizide (Nagetiergifte) Bromadiolon, Brodifacoum und Difethialon basieren auf 4-Brombiphenyl als wesentlichem Ausgangsstoff (engl. building block). In der ersten Stufe der Synthese des potentesten Wirkstoffs Brodifacoum (akute orale LD50 (Ratte) 0,27 mg/kg Körpergewicht) wird 4-BBP mit Phenylacetylchlorid in 4′-Stellung acyliert und in der letzten Stufe mit 4-Hydroxycumarin zum Endprodukt umgesetzt.

## Externe Links zu erwähnten Verbindungen
1. ↑  Externe Identifikatoren von bzw. Datenbank-Links zu 2-Brombiphenyl:  CAS-Nr.: 2052-07-5, EG-Nr.: 218-141-3, ECHA-InfoCard: 100.016.493, PubChem: 16329, ChemSpider: 15494, Wikidata: Q27279344.
2. ↑  Externe Identifikatoren von bzw. Datenbank-Links zu 2,4′-Dibrombiphenyl:  CAS-Nr.: 49602-91-7, PubChem: 154303, ChemSpider: 135949, Wikidata: Q27282407.
3. ↑  Externe Identifikatoren von bzw. Datenbank-Links zu Benzol-1,4-diboronsäure:  CAS-Nr.: 4612-26-4, EG-Nr.: 628-888-0, ECHA-InfoCard: 100.157.121, PubChem: 230478, Wikidata: Q72501671.
4. ↑  Externe Identifikatoren von bzw. Datenbank-Links zu 1-Butyl-1H-imidazol:  CAS-Nr.: 4316-42-1, EG-Nr.: 224-335-9, ECHA-InfoCard: 100.022.124, PubChem: 61347, Wikidata: Q72514327.
5. ↑  Externe Identifikatoren von bzw. Datenbank-Links zu 4-Cyanobiphenyl:  CAS-Nr.: 2920-38-9, EG-Nr.: 220-860-2, ECHA-InfoCard: 100.018.965, PubChem: 18021, Wikidata: Q72457947.
6. ↑  Externe Identifikatoren von bzw. Datenbank-Links zu 4-Brom-4′-nitrobiphenyl:  CAS-Nr.: 6242-98-4, PubChem: 233610, Wikidata: Q72448584.
7. ↑  Externe Identifikatoren von bzw. Datenbank-Links zu 4-Brom-2′-nitrobiphenyl:  CAS-Nr.: 35450-34-1, EG-Nr.: 808-991-9, ECHA-InfoCard: 100.236.899, PubChem: 21857647, Wikidata: Q72448581.
8. ↑  Externe Identifikatoren von bzw. Datenbank-Links zu 4-Cyano-4′-pentylbiphenyl:  CAS-Nr.: 40817-08-1, EG-Nr.: 255-093-2, ECHA-InfoCard: 100.050.068, PubChem: 92319, ChemSpider: 83347, Wikidata: Q1490706.
9. ↑  Externe Identifikatoren von bzw. Datenbank-Links zu 3-Fluor-4-methylanilin:  CAS-Nr.: 452-77-7, EG-Nr.: 207-212-4, ECHA-InfoCard: 100.006.558, PubChem: 9957, Wikidata: Q72474334.
10. ↑  Externe Identifikatoren von bzw. Datenbank-Links zu 4,4′′-Dibrom-p-terphenyl:  CAS-Nr.: 17788-94-2, EG-Nr.: 677-187-6, ECHA-InfoCard: 100.202.342, PubChem: 12455998, Wikidata: Q72465055.